# Лајонси рагби
Лајонс (енгл. Lions) је један од шест професионалних јужноафричких рагби јунион тимова који се такмичи у Супер Рагби. Седиште лавова је највећи град у Јужној Африци - Јоханезбург. У прошлости овај тим се звао Golden Cats ( Златне Мачке ), највећи успех који су до сада остварили су два уласка у полуфинале Супер Рагби 2000. и 2001.
 Састав у сезони 2016
Руан Комбринк
Ендријес Коеце
Ентони Волминк
Марк Ричардс
Харолд Ворстер
Хаувард Мниси
Лионел Мапое
Алвин Холенбах
Стокис Ханеком
Жак ван дер Валт
Елтон Жантис
Марниц Бошоф
Лохан Џејкобс
Рос Кроњ
Варен Витли
Варвик Текленбург
Квага Смит
Дерик Мини
Руан Лерм
Жако Крил
Стефен де Вит
Мартин Мулер
Франко Мостерт
Ендријес Фереира
Екер ван дер Мерве
Марк Преторијус
Малколм Маркс
Роби Коеце
Жак ван Ројен
Шалк ван дер Мерве
Руан Дрејер 